# Groep Packard
De Groep Packard was een Nederlandse inlichtingengroep tijdens de Tweede Wereldoorlog die in verbinding stond met het Bureau Inlichtingen van de Nederlandse regering in Londen. De groep werd opgericht door twee studenten aan de Technische Hogeschool Delft, Henk Deinum en Marinus Vader. De groep had afdelingen in Den Haag, Amsterdam, Twente, Utrecht, Groningen en Maastricht.

## Organisatie

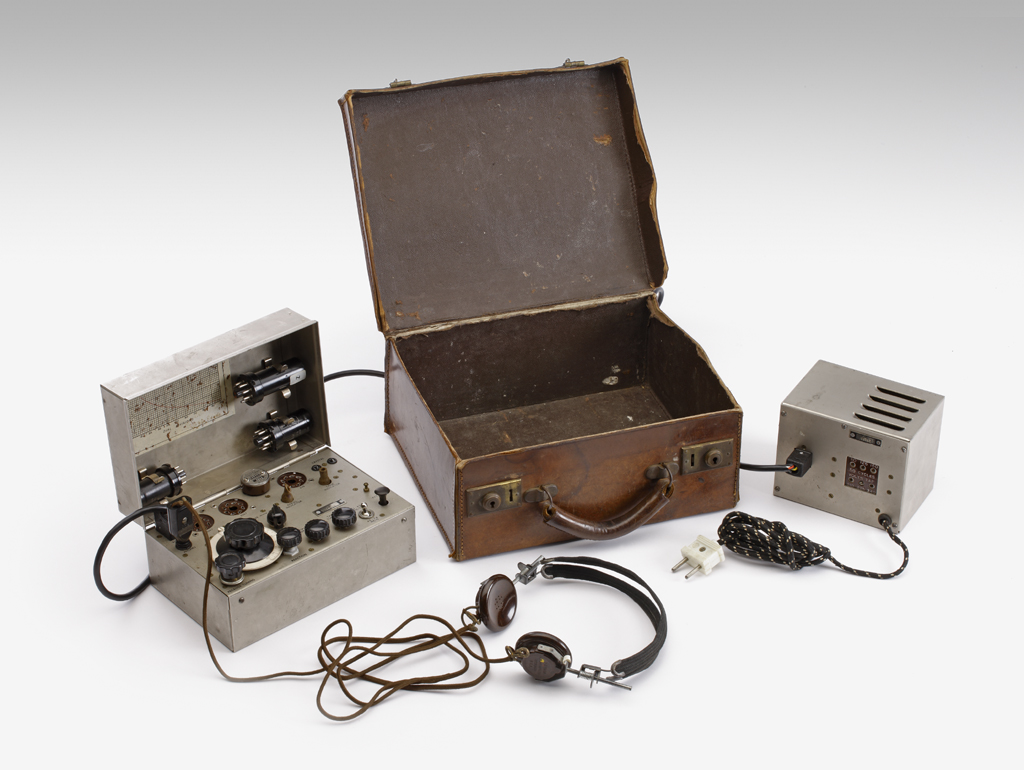
Radiozenderontvanger van Groep Packard

Na het oprichten van het Bureau Inlichtingen (BI) op 28 november 1942 werd door BI op verzoek van de reeds in het verzet actieve Henk Deinum en Marinus Vader een plan gemaakt voor de telegrafische berichtenwisseling tussen het bezette Nederland en Londen. Na hulp van geheim agent Johan Paul van der Stok, werd een zender met zendplan ontvangen met de naam 'Plan Packard'. 
Na een moeilijke start werd Louis d'Aulnis de Bourouill door BI belast met de instructie, materiaalvoorziening en het leggen van contacten in bezet gebied. Doel was het oprichten van een stelsel van geheime zenders. Prioriteit werd gegeven aan het verzenden ten behoeve van de Britse luchtmacht van synoptische weerberichten, berichten waarin gelijktijdige waarnemingen van verschillende weerelementen zijn opgenomen. D'Aulnis werkte in Den Haag nauw samen met Deinum, Vader en Aad de Roode. Zendmateriaal en meteorologische waarnemingsapparatuur (meteo-apparatuur) werd geleverd door vanuit Londen geparachuteerde agenten en door van de TH in Delft, van Philips in Eindhoven (Eduard Otto Mettivier Meijer) en van verschillende rederijen verkregen onderdelen. KNMI-medewerkers verrichtten de ijking van de meteo-apparatuur.
De vervolgens ten behoeve van de informatievoorziening van de zenders opgerichte koeriersgroep werd door d'Aulnis 'Spyker' genoemd. Deze groep werd door Vader geleid. Een andere koeriersgroep, die vooral maatschappelijke en politieke informatie doorgaf, was 'VoxPop' onder de leiding van ds. O.T. Hylkema. Het inlichtingencentrum te Amsterdam, later verhuisd naar Twente, werd geleid door mr. Jörn C. Hugenholtz.  Toen hij door de Sicherheitsdienst gezocht werd, verhuisde hij naar Amsterdam en werd lid van de Packard groep. Hij zat later in het Nationaal Comité van Verzet.
Naast een zender functioneerde hier de koeriersgroep 'PQ'. De twee inlichtingencentra beschikten, naast zenders en telegrafisten, beide over een staf en een bureau-organisatie. Ze onderhielden nauw contact met elkaar en stonden elkaar bij waar nodig. De vier meteozenders konden en werden ook volgens afspraak met BI voor andere inlichtingen en geheime instructies gebruikt, vooral nadat geallieerde troepen op Nederlandse bodem verschenen. Dit gebeurde rond 10 september 1944.

#### Zendgroep Vuurtoren
In juli 1944 stuurde BI de geheim agent Karel August Mans, schuilnaam 'Vuurtoren', naar Nederland om na te gaan of de verbindingen van diverse stations nog steeds veilig waren en om, vooral in het Noorden en Oosten van het land, nieuwe zendposten op te richten. Hiertoe werden, naast Mans, nog eens vijf agenten vanuit Londen geparachuteerd met de benodigde zendapparatuur. Zij zijn bekend onder de naam 'Zendgroep Vuurtoren'. Voor zover zij konden functioneren werd samengewerkt met en gebruikgemaakt van de informatie van de groep Packard. Het eerste deel van de opdracht van Mans werd succesvol afgesloten: vastgesteld werd dat de verbindingen niet besmet waren door de vijand. Het tweede deel van de opdracht eindigde desastreus toen Mans in november 1944 werd gearresteerd door de Sicherheitsdienst en hij zijn informatie snel prijsgaf en met de vijand samenwerkte. De meeste zenders van de groep werden mede hierdoor in november 1944 door de Duitsers opgerold, met het verlies van tientallen mensenlevens tot gevolg. 

Twee zenders konden na een verhuizing en een doorstart blijven functioneren tot het eind van de oorlog. De zender in Maastricht functioneerde tot de bevrijding van de stad op 14 september 1944. 

De groep Packard werd, ondanks het voortijdig moeten beëindigen van de activiteiten van de meeste zenders, niet geïnfiltreerd door de vijand. De verstrekte informatie aan BI bleek tot het einde toe betrouwbaar.

## Contacten
Enkele voorbeelden:
- De Delftse hoogleraar Prof. Dr Ir J.W.H. Uytenbogaart (Utrecht, 5 februari 1897 - 7 december 1964) woonde in Wassenaar en verzamelde gegevens over de V2-raketten in zijn omgeving. Hij gaf zijn informatie aan A.J. Houck van de Haagse inlichtingengroep Packard, die de berichten doorseinde aan Londen. Ook bestudeerde Uytenbogaart onderdelen van de raketten, en zond zijn tekeningen naar Londen. Na de oorlog kreeg hij de Bronzen Leeuw.
- Aan W.J. ter Kuile in Enschede werd gevraagd berichten door te zenden die afkomstig waren van Carl Huschka, een 'vertrouwensman' (V-man) van de Duitse inlichtingenofficier Dr Helmut Meyer, die Packard wilde oprollen. Ter Kuile vertrouwde het niet en weigerde.
- Henk Deinum wilde in 1942 met Thys Risselada met een kano naar Engeland gaan. Dit werd geannuleerd. Hij werd daarna de oprichter van Packard.
- Harmen Koopmans verzorgde contacten tussen Packard en het BI in Eindhoven.
- Casper Naber (Groningen, 16 maart 1906 - 11 november 1944) stelde zijn gereedschap en ijzerwaren winkel in 1943 beschikbaar voor de geheime zendpost 'Beatrix-Met'. Ook hielp hij Joden bij het verkrijgen van onderduikadressen. Naber werd verraden en opgesloten in het Scholtenshuis, hierna besloot hij zijn contacten te beschermen door uit het zolderraam te springen. Hij werd slechts 38 jaar oud.